# 郡山市立行健中学校
郡山市立行健中学校（こおりやましりつ こうけんちゅうがっこう）は、福島県郡山市富久山町久保田字大原にある公立中学校。

## 沿革
明治10年代に初めて「行健学舎」が福原に設立され、後に「行健小学校」と称された。大正11年正式に「富久山行健小学校」の校名が採用された。昭和22年新学制発足後、中学校の校名としても「行健」の名が用いられた。

## 校名の由来
天行は　健ナリ　君子ハ似テ　自ラ　彌メテ息マズ
（てんこうは　けんなり　くんしはもって　みずから　つとめてやまず）
- 意味

天（自然）の運行は、常に正常健全で、停滞も変則もない。君子といわれる人も同様に、日々に自ら努力精進して休むところなく、進歩向上を図るものである。中国の古典『易経』からの引用。

## 学校概要
- 生徒は主に行健小学校と行徳小学校から入学してくる。

## 沿革史

### 昭和
- 1947年4月25日 - 安積郡富久山町立富久山行健中学校創立
- 1950年9月15日 - 旧校舎落成（独立校舎）
- 1953年7月18日 - 体育館落成
- 1954年4月1日 - 校名を安積郡富久山町立行健中学校と改称
- 1957年3月20日 - 校旗制定
- 1958年3月3日 - 校歌制定
- 1960年6月1日 - 応援歌・凱旋歌制定
- 1961年8月21日 - 野口英世胸像完成
- 1964年3月15日 - 石文完成
- 1965年5月1日 - 安積郡10村と郡山市が合併し、校名を「郡山市立行健中学校」と改称
- 1980年3月14日 - 新校舎工事（北校舎）完成
- 1980年12月14日 - 体育館完成
- 1981年3月14日 - 新校舎工事（南校舎、技術室）完成
- 1981年3月25日 - 旧校舎より移転完了
- 1981年7月19日 - プール完成
- 1985年3月14日 - 北・南門扉完成　体育館ステージ文字・壁面幕・袖幕完成

### 平成
- 1991年3月13日 - 体育館ステージ正面幕、横幕完成
- 1991年11月9日 - 中庭整備と「かたらいの場」の設置
- 1993年9月20日 - コンピュータ室設置
- 1997年7月1日 - スクールカウンセラー配置
- 1997年10月30日 - 創立50周年記念式典挙行
- 1999年9月19日 - 「さわやかトイレ」（北校舎）完成
- 2000年8月31日 - 「さわやかトイレ」（南校舎）完成
- 2001年3月27日 - 中庭整備事業完了
- 2002年3月19日 - 体育館増改築
- 2006年10月21日 - 創立60周年記念式典挙行
- 2007年4月1日 - 明健中学校新設分離
- 2007年8月24日 - 相談室・音楽室・保健室・技術室・湯沸室　改修
- 2007年9月14日 - 北校舎外壁塗装工事
- 2008年9月30日 - 南校舎外壁塗装工事

## 校章
校章は、昭和23年当時の生徒から公募し制定された。「富久山」の地名を基にデザインされ、「富」は「フ」で三角形の一角を表し、「久」は「九」と解し三角が9つ配されている。中央に行健中を一画とした「山」がデザインされている。

## 生徒数
- 1年195名
- 2年155名
- 3年不明

2016年度

## 行事
- 4月 入学式・3年生修学旅行
- 6月 校内定期テスト・2年生学習旅行
- 7月 1学期終業式
- 10月 校内合唱コンクール・文化祭
- 3月 卒業式

## 部活動

### 運動部
（2020現在）
- 野球部
- サッカー部
- 男女テニス部
- バスケットボール部
- バドミントン部
- 女バレーボール部
- 男女剣道部
- 卓球部
- 水泳部

### 文化部
- 吹奏楽部
- 合唱部
- 美術部
- 文化部

（以前まで、ハンドボール部、英語部、囲碁将棋、茶華道、家庭まであったが人数の関係で廃部）

## 出身者
- 伊藤工真 - JRA騎手[1]
- 清水優哉 - 元子役, 俳優[2]